# Municipio de Zaragoza (Coahuila)
El municipio de Zaragoza es uno de los 38 municipios del estado mexicano de Coahuila de Zaragoza, ubicado en su extremo norte, es uno de los municipios más extensos del estado; su cabecera es la ciudad de Zaragoza.

## Geografía
Zaragoza se encuentra localizado en el extremo norte de Coahuila, tiene una extensión territorial de 8,183.5 kilómetros cuadrados que representan el 5.40% del total de la superficie del estado, lo que lo convierte en el cuarto municipio más extenso, tras el municipio de Ocampo, el municipio de Acuña y el municipio de Parras. Limita al norte con el municipio de Acuña, al noreste con el municipio de Jiménez, al este con el municipio de Piedras Negras, al sureste con el municipio de Nava, al sur con el municipio de Morelos y al suroeste con el municipio de Múzquiz.

### Orografía e hidrografía
La principal cadena montañosa del municipio de Zaragoza es la Sierra del Burro que se extiende por el centro y el oeste del territorio.
La principal corriente es el río San Rodrigo que recorre el centro del municipio en dirección este hacia el río Bravo, saliendo del municipio con rumbo al de Jiménez, existe además el río San Antonio, que en el mismo sentido recorre la zona sur de Zaragoza y posteriormente ingresa al municipio de Piedras Negras, además de numerosas corrientes menores, todas afluentes del río Bravo. Todo el territorio municipal forma parte de la Región hidrológica Bravo-Conchos y se encuentra dividida en tres diferentes cuencas, la mayor parte del centro y el este del territorio forma parte de la Cuenca Río Bravo-Piedras Negras, la zona suroeste integra la Cuenca Presa Falcón-río Salado y la zona noreste forma parte de la Cuenca Río Bravo-Presa de la Amistad.

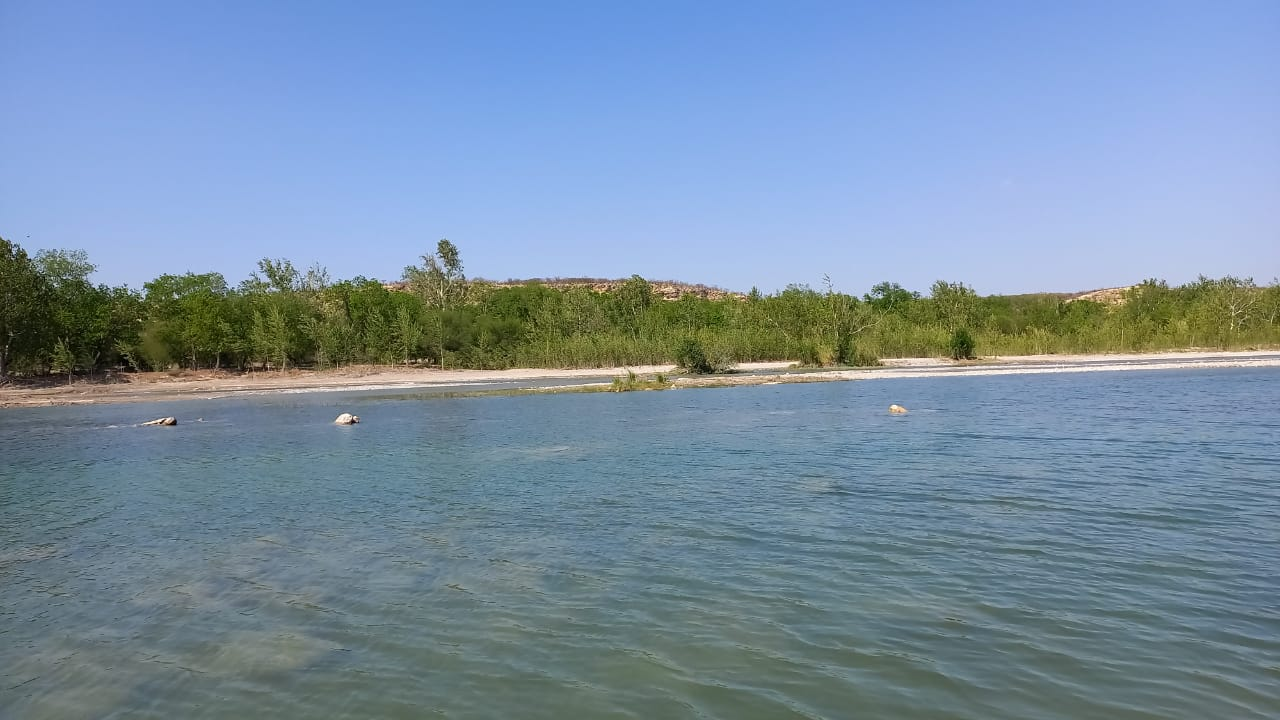
Las Peñitas, Río San Rodrigo

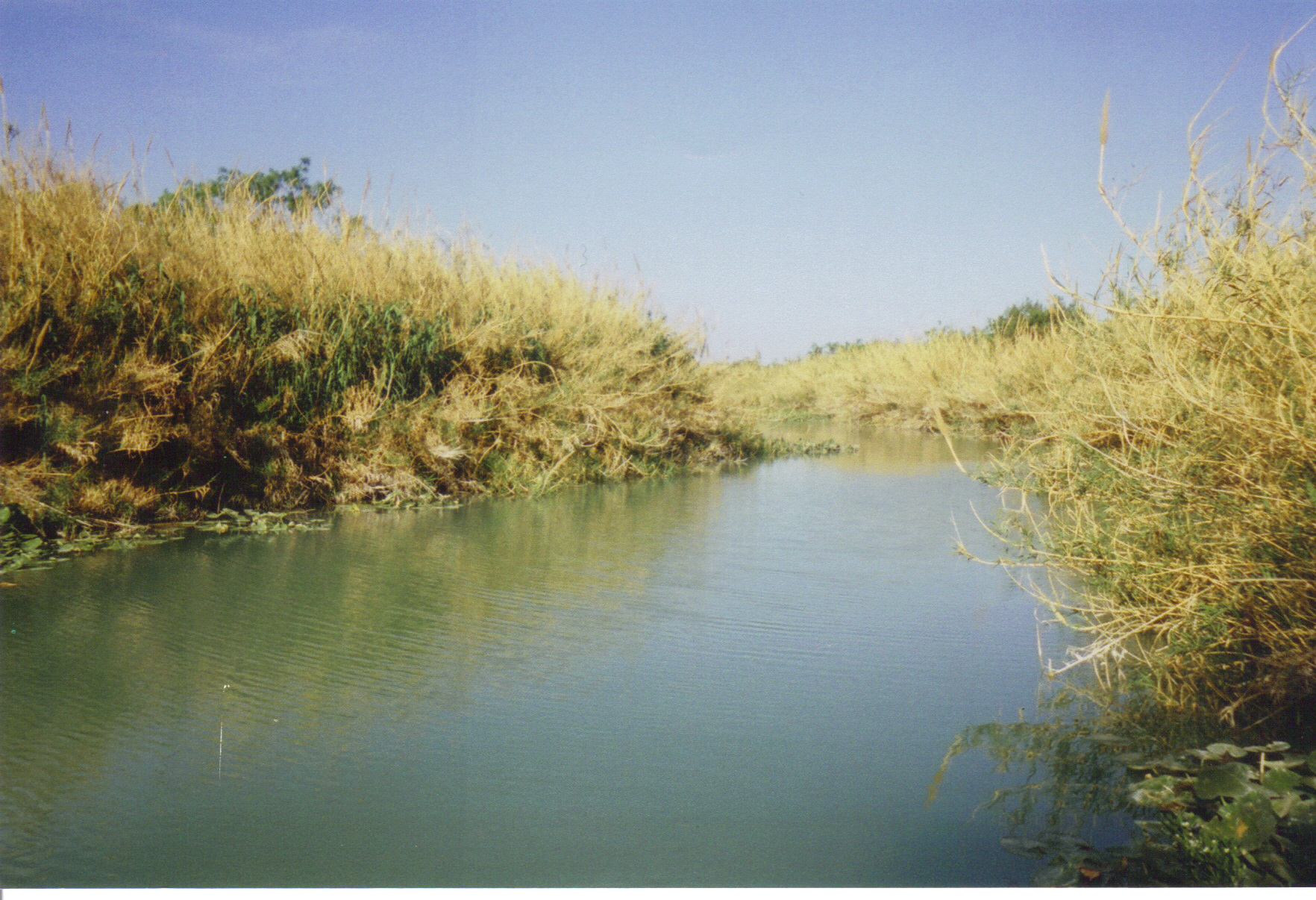
Río Escondido

### Clima y ecosistemas
En el municipio de Zaragoza se registran cuatro diferentes tipos de clima, el mayoritario es el Seco semicálido que se registra en las zonas central, norte, este y sur del territorio, en la zona noroeste el clima que se registra es el Muy seco semicálido y finalmente existen dos pequeñas zonas en el extremo este donde hay clima Semiseco templado y otra en la zona centro-este donde el clima es Seco muy cálido y cálido; la temperatura media anual del territorio en su zona más occidental es de 16 a 18 °C, le sigue una zona que rodea a la anterior en que el promedio es de 18 a 20 °C y en el resto del territorio es superior a los 20 °C; la precipitación promedio anual divide el territorio en dos zonas diferentes, una franja que va desde el noroeste hasta el sureste del municipio registra un promedio de 200 a 300 mm, y las dos zonas del suroeste y del noroeste, tiene un promedio de 300 a 400 mm.
La flora está definida por la altitud, la gran mayoría del territorio tiene vegetación correspondiente al matorral desértico, donde las principales especies son el mezquite, huizache, nopal, gobernadora, ruda y estafiate, hacia el oeste, y en las zonas más elevadas de la Sierra del Burro, se alcanza a establecer el bosque templado, principalmente de encino; las principales especies animales que hay en el municipio son murciélago, topo, oso, león, gato montés, lobo, coyote, zorra, tejón, ardilla, liebre, ratón, armadillo, jabalí, venado, y aves como calandria, colibrí, grulla, garza, pato, cisne y gaviota.

## Demografía
Los resultados del Censo de Población y Vivienda de 2010 realizado por el Instituto Nacional de Estadística y Geografía, nos dan como resultados que el total de la población del municipio de Zaragoza es de 12 702 habitantes, siendo 6 410 hombres y 6 292 mujeres; siendo por tanto el 50.1% de la población de sexo masculino, la tasa de crecimiento poblacional anual de 2000 a 2005 ha sido del -0.4%, el 30.9% de los habitantes son menores de 15 años de edad, mientras que entre los 15 y los 64 años se encuentra el 58.7%, el 80.0% de los habitantes viven en localidades urbanas que superan los 2,500 pobladores y finalmente el 0.1% de los habitantes mayores de cinco años de edad son hablantes de lengua indígena.

### Localidades
En el Censo de 2020 el municipio de Zaragoza contaba con 175 localidades.
| Código INEGI      | Localidad         | Población (2020) |
| ----------------- | ----------------- | ---------------- |
| 050380001         | Zaragoza          | 11 150           |
| Otras localidades | Otras localidades | 1 985            |
| Total municipal   | Total municipal   | 13 135           |

## Política
El gobierno del municipio de Zaragoza le corresponde al Ayuntamiento el cual es formado por el presidente municipal, el Síndico y un cabildo integrado por seis regidores, de los cuales cuatro son electos por mayoría relativa y dos mediante representación proporcional, todos son electos para un periodo de tres años no renovable para el periodo inmediato pero si de manera no continua.
El Ayuntamiento entra a ejercer su cargo el día 1 de enero del año siguiente en que tuvo verificativo el proceso electoral.

### Representación legislativa
Para la elección de Diputados, tanto locales al Congreso de Coahuila, como federales a la Cámara de Diputados de México, el municipio de Zaragoza se encuentra integrado dentro de los siguientes distritos electorales:
Local:
- XIX Distrito Electoral Local de Coahuila con cabecera en Ciudad Acuña.[16]

Federal:
- I Distrito Electoral Federal de Coahuila con cabecera en Piedras Negras.[17]

### Presidentes municipales
- (1997 - 1999): C. Matías Berrones Velarde
- (2000 - 2002): C. Jesús Rodríguez García
- (2003 - 2005): Arq. Saúl Vara Rivera
- (2006 - 2009): C. Jorge Alberto Santos Chavarría
- (2010 - 2011): Arq.Saúl Vara Rivera
- (2011 - 2013): Ing. Víctor Saucedo Gómez
- (2014 - 2017): C. Leoncio Martínez Sánchez
- (2018) C. Ángeles Eloisa Flores Torres
- (2019 - 2021): C. Ángeles Eloisa Flores Torres
- (2022) C. Laura María Galindo Dovalina